# Pehr Gamstorp
Pehr Ernst Gamstorp, född 2 mars 1886 i Farstorps socken, död 2 juli 1967 i Lund, var en svensk ämbets- och försäkringsman.
Gamstorp avlade mogenhetsexamen i Lund 1904 och blev juris kandidat där 1909. Han inträdde efter förvärvade tingsmeriter i Skånska hovrätten, där han 1915–1921 var assessor och från 1919 även fiskal. Gamstorp var tillförordnad revisionssekreterare 1917–1921 samt borgmästare i Lund 1921–1939. År 1927 blev han styrelseledamot i Skånska brandförsäkringsinrättningen och Skånska städernas brandstodsförening samt 1939 VD i dessa bolag, Försäkrings AB Finn samt i Skånska brandförsäkringsinrättningarnas intecknings AB. Gamstorp var dessutom 1937–1941 ordförande i styrelsen för Skånska sparbanksföreningen och styrelseledamot i Svenska sparbanksföreningen samt från 1941 ordförande i styrelsen för Sparbanken i Lund och Lunds handels- och industriförening. År 1931 utgav han Sparbankslagen.
Pehr Gamstorp var son till lantbrukaren Nils Gamstorp. Han var far till Ingrid Gamstorp. Pehr Gamstorp är begraven på Norra kyrkogården i Lund.